# Söder Rälta
Söder Rälta is een plaats in de gemeente Leksand in het landschap Dalarna en de provincie Dalarnas län in Zweden. De plaats heeft 90 inwoners (2005) en een oppervlakte van 19 hectare. De plaats ligt aan de rivier de Österdalälven.